# 齊藤聖奈
齊藤 聖奈（さいとう せいな、1992年5月30日 - ）は、日本の女子ラグビーユニオン選手。

## プロフィール
- 大阪府富田林市出身[1]。
- ポジションはフランカー(FL)。
- 身長 164cm、体重 68kg
- 女子日本代表キャップ数は35(2022年11月現在)。

## 略歴
四天王寺羽曳丘高校、大阪体育大学を経て、三重パールズに加入。
2017年、女子ラグビーワールドカップ2017の女子日本代表に選ばれた。
2019年、女子バーバリアンズに選ばれた。
2022年、ラグビーワールドカップ2021の女子日本代表に選ばれた。